# Сарџент Блаф (Ајова)
Сарџент Блаф (енгл. Sergeant Bluff) град је у америчкој савезној држави Ајова. По попису становништва из 2010. у њему је живело 4.227 становника.

## Демографија
Према попису становништва из 2010. у граду је живело 4.227 становника, што је 906 (27,3%) становника више него 2000. године.
| Група             | 2000.         | 2010.         |
| Белци             | 3.112 (93,7%) | 3.849 (91,1%) |
| Афроамериканци    | 30 (0,9%)     | 45 (1,1%)     |
| Азијати           | 59 (1,8%)     | 90 (2,1%)     |
| Хиспаноамериканци | 63 (1,9%)     | 141 (3,3%)    |
| Укупно            | 3.321         | 4.227         |